# Una McCormack

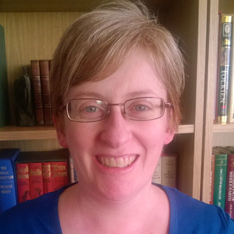
Una McCormack

Una McCormack (* 1972 in St Helens, Merseyside) ist eine britische Schriftstellerin. 
Mit 18 Jahren schrieb sie ihren ersten Zeitungsartikel und mit 19 verkaufte sie ihre erste Kurzgeschichte.

## Werk
Sie verfasste mehrere Romane zur Fernsehserie Star Trek: Deep Space Nine, darunter:
- Worlds of Deep Space Nine: Cardassia and Andor (2004) (mit Heather Jarman)
- Hollow Men (2005)

Ebenfalls verfasste sie Romane zur Serie Doctor Who, darunter:
- The King's Dragon, 2010
- The Way Through the Woods, 2011
- Königliches Blut, 2016, Royal Blood, 2015
- Molten Heart, 2018